# 三町 (松山市)

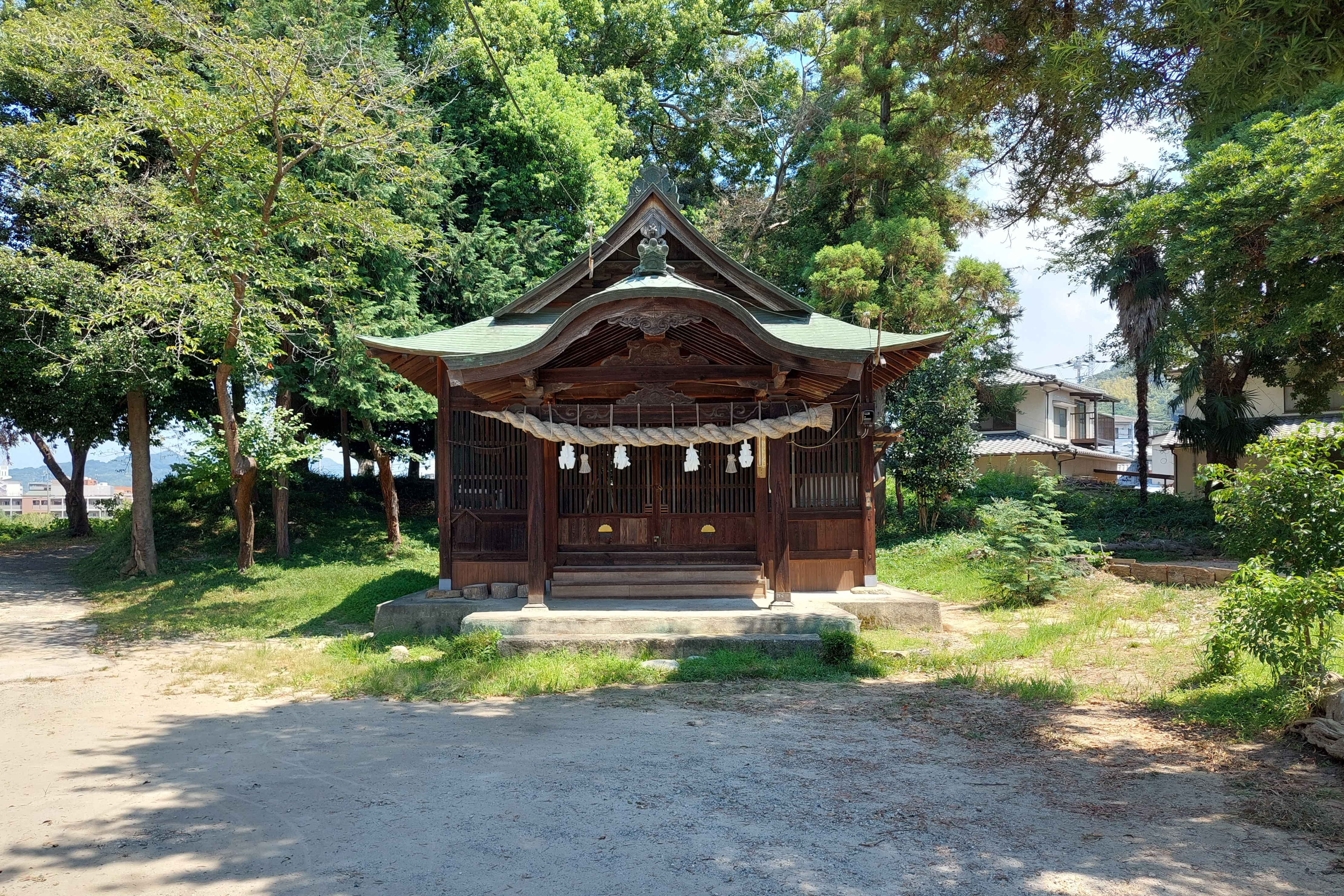
竈神社（三町2丁目）

三町（さんちょう）は愛媛県松山市の地名。現行行政地名は三町一丁目から三町三丁目。2012年1月1日現在の人口は2,945人、世帯数は1,245世帯。郵便番号は790-0914。

## 地理
松山市東部に位置する。
川附、桑原、松末、福音寺町、北久米町、南久米町、畑寺と接している。

## 校区
市立の小・中学校に通う場合、三町は全て北久米小学校、桑原中学校の学区となる。

## 施設
- 公共施設　イヨテツスポーツセンター、三町公民館
- 神社・寺　竈神社、長円寺
- 団地　県営三町団地